# Cimetière-mausolée des combattants soviétiques de Varsovie
Le cimetière-mausolée des combattants soviétiques (en polonais : Cmentarz-Mauzoleum Żołnierzy Radzieckich, en russe : Кладбище-Мавзолей советских воинов) est un cimetière militaire situé à Varsovie en Pologne abritant les tombes de 21 468 soldats de l'Armée rouge, morts lors de l'opération Varsovie-Posnanie pendant la fin de 1944 et le début de 1945, pour libérer de la ville des armées du Troisième Reich.
Le cimetière constitue un ensemble monumental ouvert en 1950 sur 19,2 hectares, dominé par un obélisque de 38 mètres, sur la route de l'aéroport Frédéric Chopin, dans le quartier de Mokotów. Il s'agit du cimetière militaire soviétique le plus important de Pologne, en comparaison de ceux de Białobrzegi, de Pułtusk et de Maków Mazowiecki en Mazovie. 
600 000 soldats soviétiques sont tombés sur le seul sol polonais pendant la Seconde Guerre mondiale, tandis que 740 000 sont morts en Allemagne.
Le cimetière est nettoyé par les autorités municipales une fois tous les deux mois. Le 17 janvier 1945 est considéré comme la date de la libération de la ville de Varsovie des nazis par les soviétiques.

## Galerie

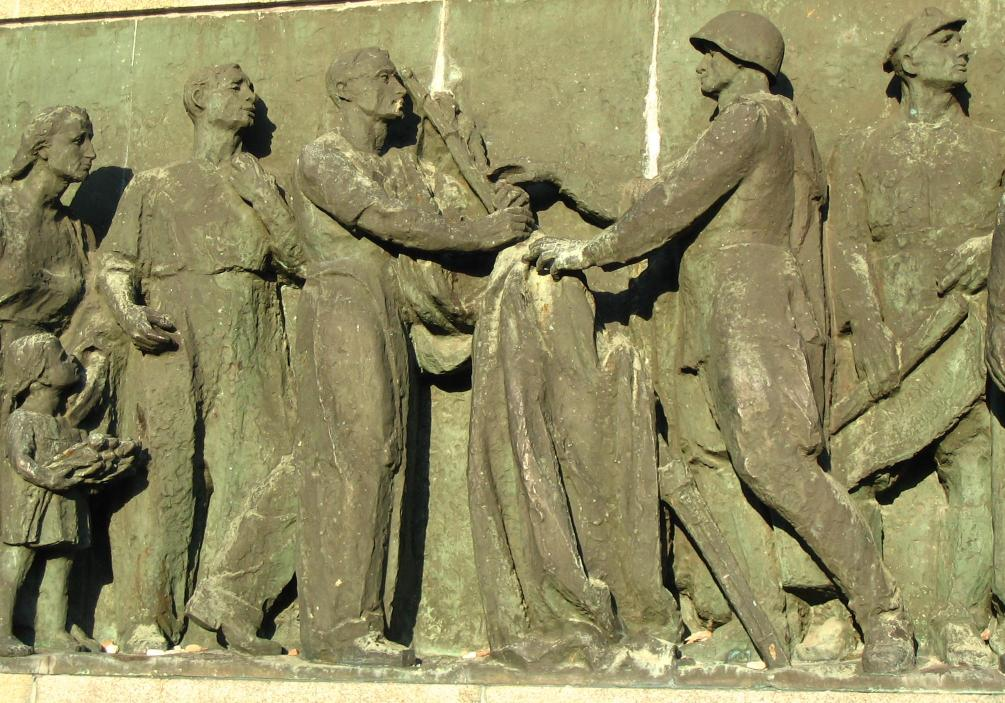
Bas-relief
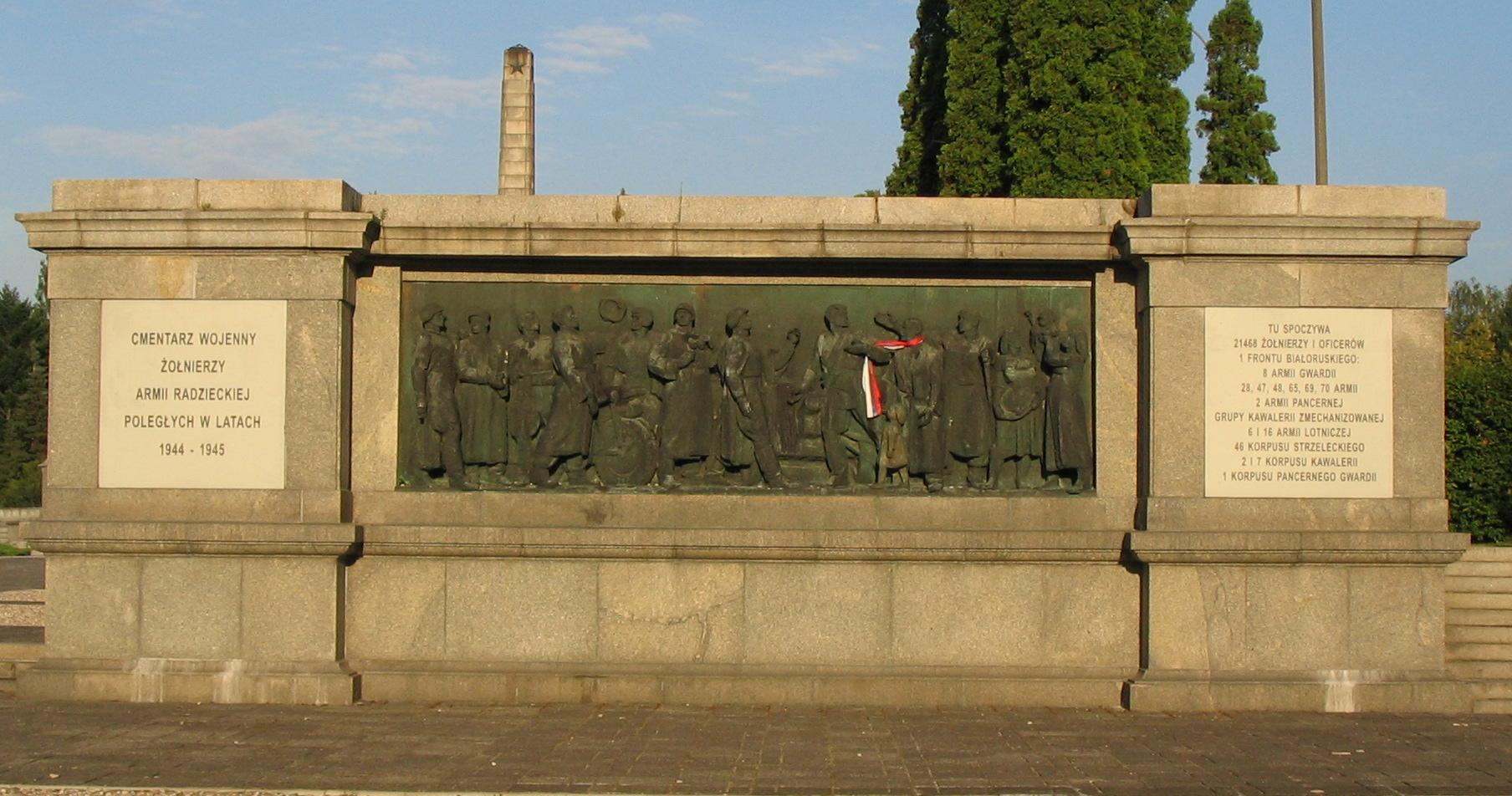
Hommage aux combattants
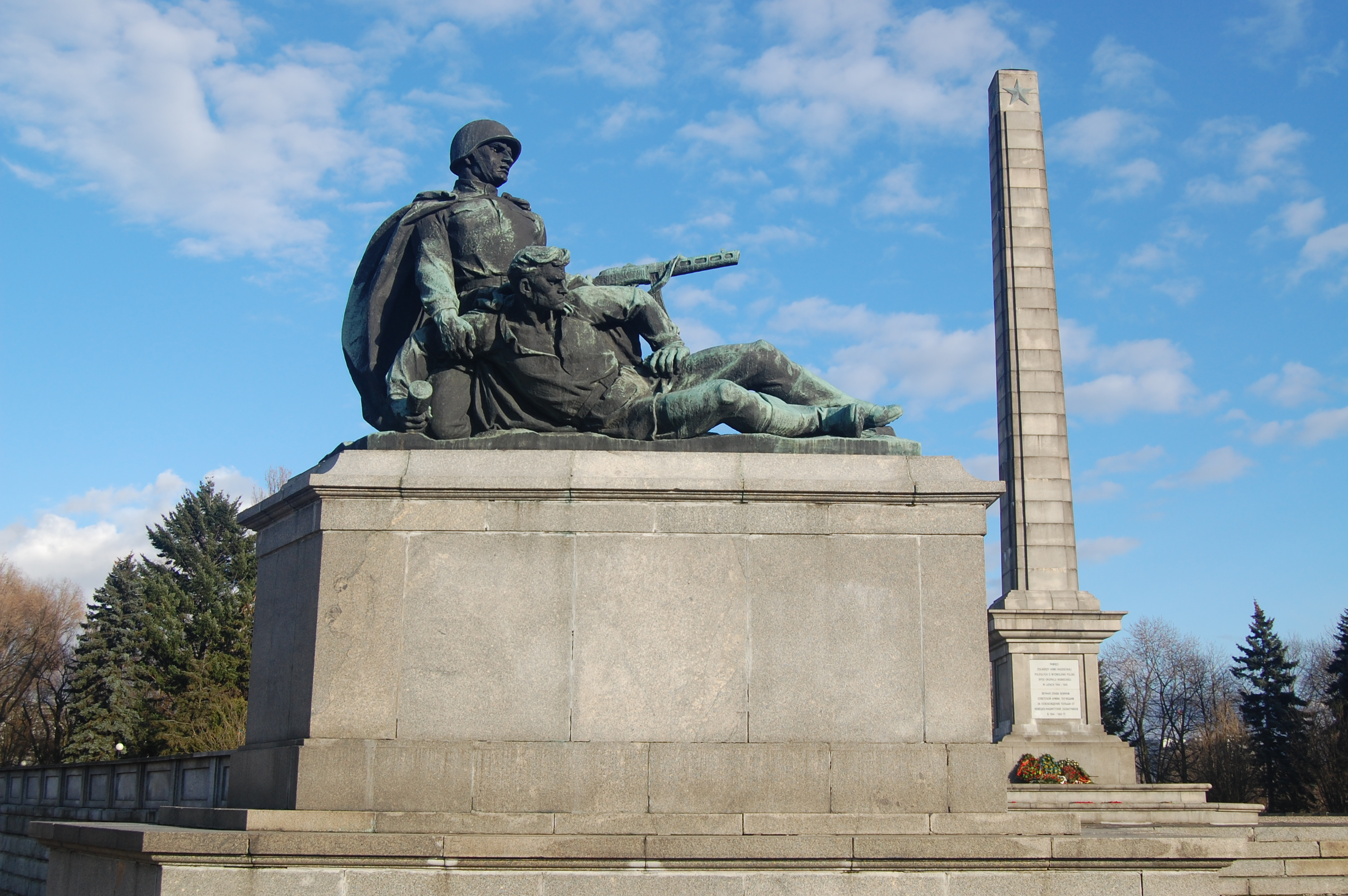
Sculpture de combattants
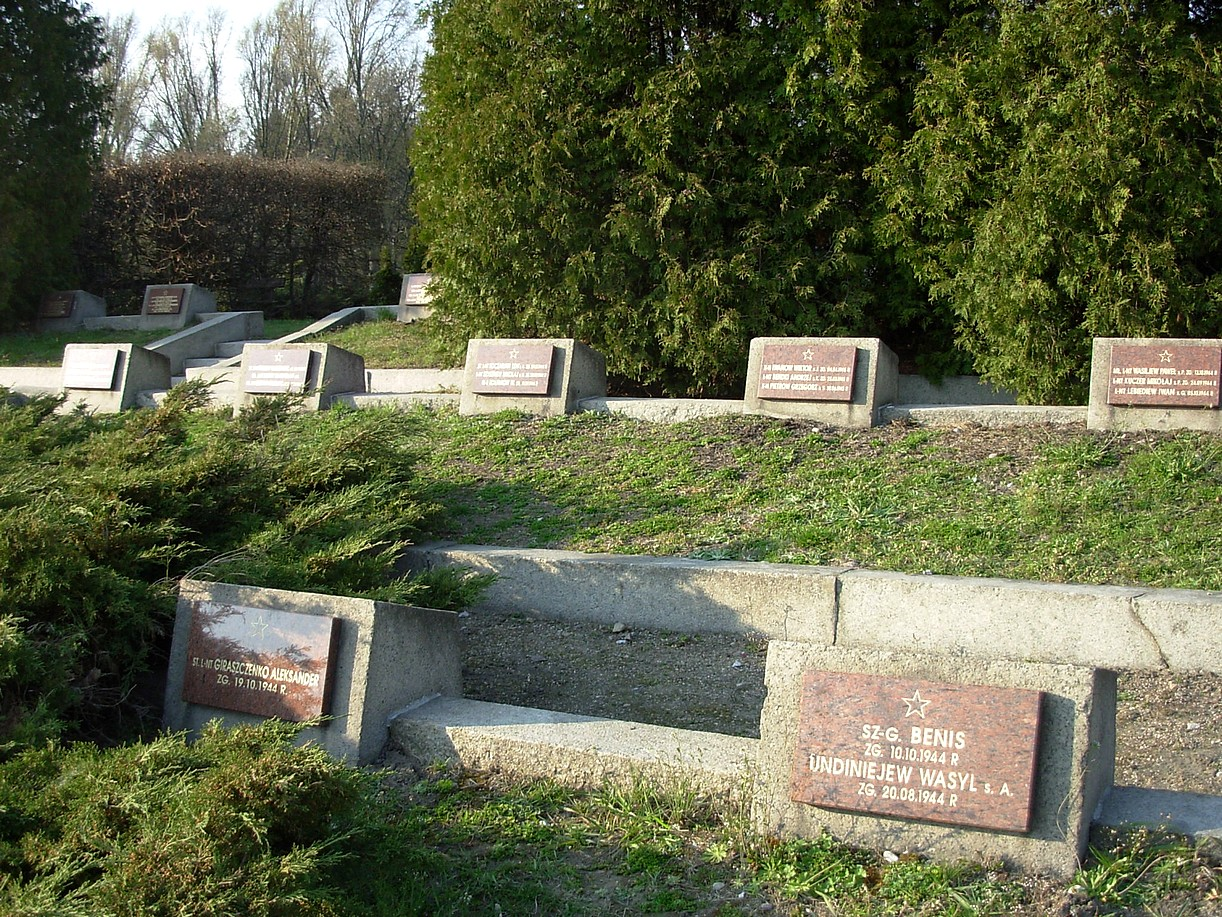
Tombes des soldats
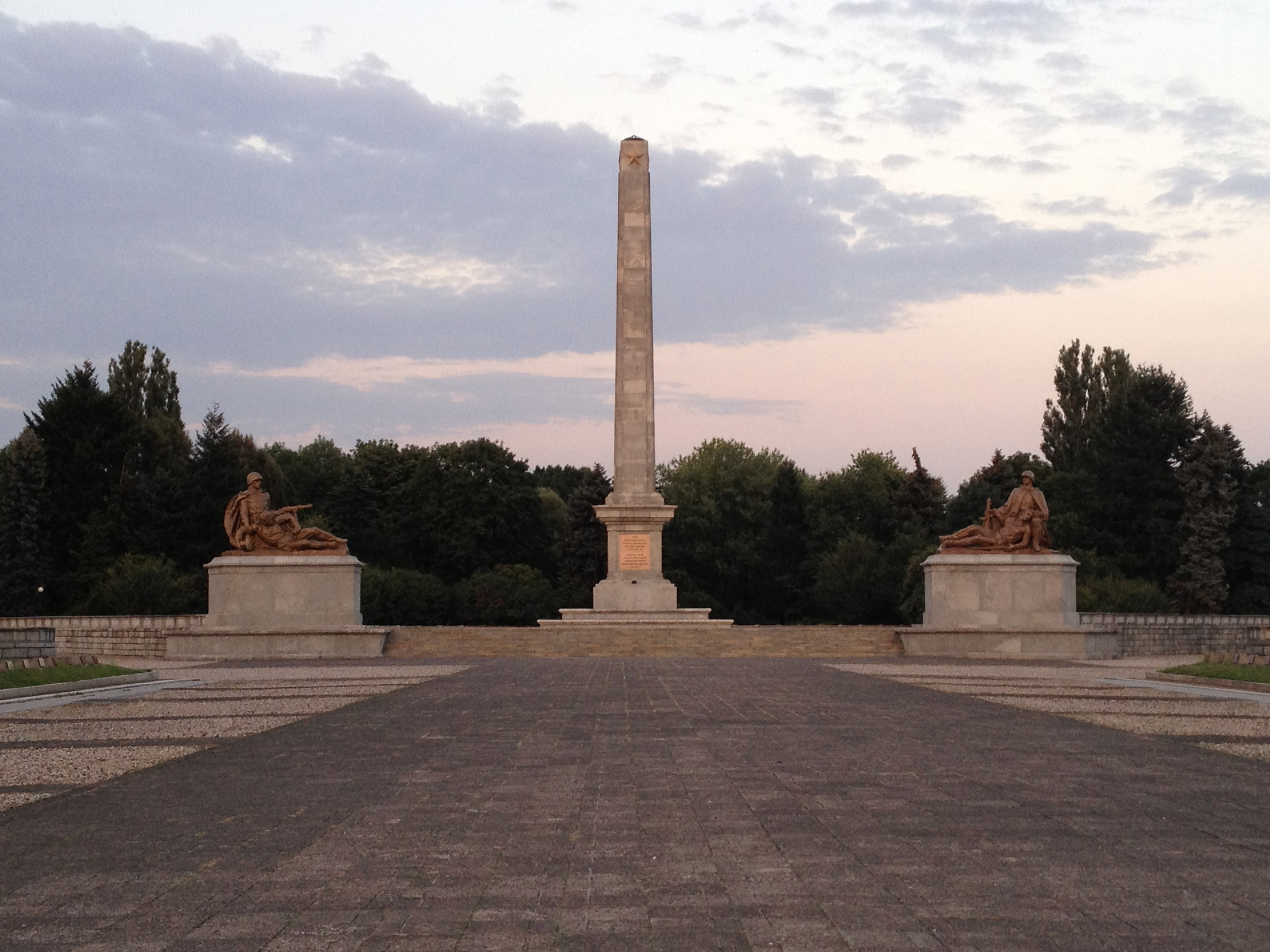
Cimetière-Mausolée